# Série de championnat de la Ligue nationale de baseball 1976
La Série de championnat de la Ligue nationale de baseball 1976 était la série finale de la Ligue nationale de baseball, dont l'issue a déterminé le représentant de cette ligue à la Série mondiale 1976, la grande finale des Ligues majeures.
Cette série trois de cinq débute le samedi 9 octobre 1976 et se termine le mardi 12 octobre par une victoire des Reds de Cincinnati, trois matchs à zéro sur les Phillies de Philadelphie.

## Équipes en présence
Après un record de franchise de 108 victoires en saison régulière 1975, les Reds de Cincinnati remportent un deuxième championnat consécutif de la division Ouest de la Ligue nationale en 1976, avec 102 gains contre 60 défaites, une fois de plus la meilleure fiche du baseball majeur. Avec ce cinquième titre en sept ans, acquis avec une priorité de dix parties sur les Dodgers de Los Angeles dans la division, Cincinnati obtient la chance de défendre son titre de champion du monde, obtenu avec leur triomphe en Série mondiale 1975.
La Big Red Machine compte de nombreux joueurs de premier plan : le deuxième but Joe Morgan remporte le titre de meilleur joueur de la saison pour la deuxième fois de suite et domine les majeures pour la moyenne de puissance et le pourcentage de présence sur les buts; Pete Rose mène le baseball pour les coups sûrs, les points marqués et les doubles; George Foster mène la MLB avec 121 points produits et Ken Griffey affiche la seconde meilleure moyenne au bâton. De plus, Rawly Eastwick est premier des majeures avec 26 sauvetages et remporte le prix du releveur de l'année, alors que Pat Zachry est voté recrue de l'année de la Ligue nationale.
La deuxième meilleure équipe du baseball en 1976 est les Phillies de Philadelphie, gagnants de la division Est de la Nationale avec 101 matchs gagnés, 61 défaites, et neuf parties d'avance sur les meneurs de la saison précédente, les Pirates de Pittsburgh. Les Phillies terminent en tête de leur division pour une première fois depuis 1950 et amorcent en 1976 une heureuse séquence qui les verra remporter trois titres de section consécutifs, six premières places en huit ans et, enfin, une première conquête de la Série mondiale en 1980. Dans l'édition 1976, l'infatigable Steve Carlton connaît une saison de 20 victoires, contre seulement sept défaites, et le troisième but Mike Schmidt est le champion des coups de circuit et le meneur pour le total de buts dans les majeures.

## Déroulement de la série

### Calendrier des rencontres
| Match | Date       | Visiteur                 | Hôte                     | Score |
| ----- | ---------- | ------------------------ | ------------------------ | ----- |
| 1     | 9 octobre  | Reds de Cincinnati       | Phillies de Philadelphie | 6 - 3 |
| 2     | 10 octobre | Reds de Cincinnati       | Phillies de Philadelphie | 6 - 2 |
| 3     | 12 octobre | Phillies de Philadelphie | Reds de Cincinnati       | 6 - 7 |

### Match 1
Samedi 9 octobre 1976 au Veterans Stadium, Philadelphie, Pennsylvanie.
| Reds de Cincinnati | 0 | 0 | 1 | 0 | 0 | 2 | 0 | 3 | 0 | 6 | 10 | 0 |
| Phillies de Philadelphie | 1 | 0 | 0 | 0 | 0 | 0 | 0 | 0 | 2 | 3 | 6  | 1 |
| Lanceurs partants : CIN : Don Gullett PHI : Steve Carlton Vic. : Don Gullett (1-0) Déf. : Steve Carlton (0-1) HRs : CIN : George Foster (1) |   |   |   |   |   |   |   |   |   |   |    |   |

### Match 2
Dimanche 10 octobre 1976 au Veterans Stadium, Philadelphie, Pennsylvanie.
| Reds de Cincinnati | 0 | 0 | 0 | 0 | 0 | 4 | 2 | 0 | 0 | 6 | 6  | 0 |
| Phillies de Philadelphie | 0 | 1 | 0 | 0 | 1 | 0 | 0 | 0 | 0 | 2 | 10 | 1 |
| Lanceurs partants : CIN : Pete Zachry PHI : Jim Lonborg Vic. : Pete Zachry (1-0) Déf. : Jim Lonborg (0-1) Sauv. : Pedro Borbón (1) HRs: PHI : Greg Luzinski (1) |   |   |   |   |   |   |   |   |   |   |    |   |

### Match 3
Mardi 12 octobre 1976 au Riverfront Stadium, Cincinnati, Ohio.
| Phillies de Philadelphie | 0 | 0 | 0 | 1 | 0 | 0 | 2 | 2 | 1 | 6 | 11 | 0 |
| Reds de Cincinnati | 0 | 0 | 0 | 0 | 0 | 0 | 4 | 0 | 3 | 7 | 9  | 2 |
| Lanceurs partants : PHI : Jim Kaat CIN : Gary Nolan Vic. : Rawly Eastwick (1-0) Déf. : Gene Garber (0-1) HRs: CIN : George Foster (2), Johnny Bench (1) |   |   |   |   |   |   |   |   |   |   |    |   |